# Varaždinske Toplice
Varaždinske Toplice (tyska: Töplitz eller Bad Warasdin) är en ort i Varaždins län i norra Kroatien. Orten har 6 973 invånare (2001) och ligger i regionen Zagorje. Varaždinske Toplice är en kurort och sedan 200-talet känd för sina varma källor.